# Ђардинијера Супериоре (Потенца)
Ђардинијера Супериоре (итал. Giardiniera Superiore) је насеље у Италији у округу Потенца, региону Базиликата.
Према процени из 2011. у насељу је живело 90 становника. Насеље се налази на надморској висини од 878 м.